# Hydryphantes wynensis
Hydryphantes wynensis är en kvalsterart som beskrevs av Crowell 1960. Hydryphantes wynensis ingår i släktet Hydryphantes och familjen Hydryphantidae. Inga underarter finns listade i Catalogue of Life.